# Lista över aktiva svenska flygdivisioner
Detta är en lista över aktiva svenska flygdivisioner. I samband med försvarsbeslutet 2000 omorganiserades det svenska flygvapnet från invasionsförsvar till insatsförsvar vilket i praktiken innebar att freds- och krigsorganisationerna slogs ihop. Till exempel försvann 1. div/F 7 och uppgick i 71. stridsflygdivisionen. År 2010 avskaffades även de gamla bokstavs- och färgbaserade anropssignalerna som var knutna till flottiljerna och varje division fick en ny unik anropssignal.

## Flygdivisioner
| Division                    | Anropssignal | Flottilj                 | Kommentar                                                        |
| --------------------------- | ------------ | ------------------------ | ---------------------------------------------------------------- |
| 71. stridsflygdivisionen    | Spider       | Skaraborgs flygflottilj  | Tidigare anropssignal Gustav Röd.                                |
| 71. transportflygdivisionen |              | Skaraborgs flygflottilj  | Divisionen använder olika anropssignal beroende på flygplanstyp. |
| 72. stridsflygdivisionen    | Ghost        | Skaraborgs flygflottilj  | Tidigare anropssignal Gustav Blå.                                |
| 171. stridsflygdivisionen   | Aquilla      | Blekinge flygflottilj    | Tidigare anropssignal Quintus Röd.                               |
| 172. stridsflygdivisionen   | Gator        | Blekinge flygflottilj    | Tidigare anropssignal Quintus Blå.                               |
| 211. stridsflygdivisionen   | Wolf         | Norrbottens flygflottilj | Tidigare anropssignal Urban Röd.                                 |
| 212. stridsflygdivisionen   | Dalton       | Norrbottens flygflottilj | Tidigare anropssignal Urban Blå.                                 |